# Španska književnost
Španska književnost se je razvila v Španiji v španskih narečjih – riojano, aragonés, leonés. Pogosto špansko književnost povezujejo s kastiljščino, a se je književnost v Španiji razvila tudi v katalonščini, baskovščini, galicijščini. Španska književnost je del romanske književnosti, ki se je razvijala vzporedno. Iz španske književnosti se je kasneje razvila latinsko ameriška književnost.

## Začetki španske književnosti v 12. stoletju
Za začetek španske književnosti velja rokopis junaške pesnitve Pesem o Cidu. Srednjeveška književnost se je razvila v treh družbenih krogih: v samostanih, na dvorih in med potujočimi igralci in pevci. V tem obdobju se v Španiji oblikujejo tri vrste literarnih šol: Mester de cleresia v samostanih, Mester de cortesia na dvorih in Mester de juglaria, ki so pravzaprav potujoči pevci in igralci, ki so začeli z junaškimi pesnitvami, pesmi so posnemale francoske – Chansons de geste.

## Razvoj španske književnosti v 13. in 14. stoletju
V 13. stoletju se je v Španiji močno razvilo pisanje Master de cleracia, to je bila pesniška zvrst, ki je opevala krščanske legende, življenje svetnikov in pisala klasične zgodbe. Vrednost tega pisanja je bila predvsem v didaktičnem prikazovanju vsebine. Glavni predstavnik te smeri pisanja je bil kastilski duhovnik in pesnik Gonzalo de Berceo (1197–1264), najbolj znan je postal po svojem delu Čudeži naše gospe. Prvi roman se je razvil sredi 13. stoletja pod vplivom kralja Alfonsa X. Modrega (1221–1284). Pod njegovim vodstvom je nastala prva nacionalna zgodovina, prva splošna kronika, ki opisuje zgodovino Španije od stvarjenje sveta do konca kraljevine Alfonsovega očeta Fernanda. Temu delu je sledil razvoj španske proze, kjer je pomembno vlogo odigral tudi Alfonsov nečak Don Juan Manuel (1282–1348) z deli: Grof Locanor, Knjiga stanov, Knjga viteza in oprode. Pomemben je tudi pisec Juan Ruiz ali Archipreste de Hite (1283–1350) z delom Knjiga dobre ljubezni in Jorge Manrique (1440–1479) z delom Pesmi po očetovi smrti ter Fernando de Rojas (1479–1541) z romanom Posrednica.

## Razvoj dramatike v 16. stoletju
V drugi polovici 16. stoletja je z osebnostjo Lope de Vega (1562–1635) in njegovim delom Kazen brez maščevanja (El castigo sin venganza), nastopilo novo obdobje zapisovanja dramskih tekstov v španski književnosti. Prekinil je s klasičnim pravilom o enotnosti, časa, prostora, dogajanja in slogovno združil tragično ter komično. To je pomenilo prenovitev dramske umetnosti. Svoje zamisli je predstavil v delu Nova veščina v zlaganju komedij v današnjem času, izšlo je leta 1609. Zaradi svoje izredne domišljije in ustvarjalnosti si je pridobil vzdevek Feniks domiselnosti. Med dramatiki tega časa izstopata še:
- Calderon de la Barca (1600–1681),
- Tirso de Molina (1583–1648).

V pripovedništvu so se med drugimi literarnimi zvrstmi razvile še kronike, znano je delo pisateljev:
- Fray Bartolomé de las Casas (1484–1566) njegovo delo Uničevanje indijancev in evangelizacija
- Miguel de Cervantes Saavedra (1547–1616), pisec dvornega romana Don Kihot, ki je sploh eden najpomembnejših romanov v svetovni književnosti

## Zlata doba španske književnosti v 16. in 17. stoletju
Zlato dobo španske književnosti imenujemo obdobje v 16. in 17. stoletju, to je čas renesanse in baroka, ko je Španija dosegla svoj višek na kulturnem, umetniškem, gospodarskem in političnem področju. Mejnika tega obdobja sta izid Kastiljske slovnice Antonia de Nebrije (1441–1522), izšla je leta 1492 ter smrt dramatika Calderona de la Barce (1600–1681). To je čas vsestranskaga razcveta Španije in skokovitega razvoja španske književnosti, glasbe, vseh umetnosti in arhitekture. V tem času zaslovijo Univerza v Salamanci, univerza Acalá de Henares in univerza Sevilja. To je čas ko so v pesništvu zasloveli pisci:
- Garcilaso de la Vega (1501–1536),
- Juan Boscán Almogáver (1490–1542),
- Diego Hurtado de Mendoza (1505–1575),
- Fray Luis de León (1528–1591),
- sveti Janez od Križa (1542–1591),
- sveta Terezija Ávilska pesnica (1542–1582).

V 17. stoletju sta prevladali dve estetski gibanji, Konceptizem in Kultizem. Najbolj znana predstavnika teh gibanj sta bila:
- Francisco de Queredo (1580–1645) z delom Življenje lopova
- Luis de Góugor (1561–1627) z delom Pripoved o Polifemu in Galateji

Konceptizem si je prizadeval za kar največjo sporočilnost z najskromnejšimi sredstvi, zato je pogosto uporabljal paradoks in elipso. Kultizem pa je oblikovno razširjal minimalna sporočila, zato je bila sintaksa zelo kompleksna, polna zapletenih okraskov, branje pa težavno.

## Romantika
Vpliv evropskih predromantikov, kot sta Goethe in Russeau, je povzročil pojav romantike v Španiji. Tu so se pojavili pesniki:
- José de Espronceda (1808–1842),
- Carolina Coronado (1821–1911),
- Juan Arolas (1805–1849),
- Nicomedes Pastor Diaz (1811–1863),
- Gusav Adolfo Bécquer (1836–1870),

Pojavili so se tudi dramatiki:
- Francisco-Martinez de la Rose (1787–1862)- dramatik, je z delom Beneška zarota, uveljavil romantiko v dramatiki;
- Duque de Rivas (1781–1865) z dramo Don Álvaro ali moč usode;
- José Zorilla (1817–1893) z delom Don Juan Tenorio;
- Mario José Lara (1809–1837) pripovednik, pisal je nravstvene romane.

## Realizem
Realizem je v Španiji našel plodna tla, predvsem po zaslugi španskih pikaresknih romanih, ki so mu utrli pot. Vrhunec je realizem dosegel v drugi polovici 19. stoletja s pisatelji:
- Juan Valera (1824–1905),
- Leopoldo Garcia Alas Clarin (1852–1901),
- José Maria de Pereda (1833–1906),
- Benito Pérez Galdós (1843–1920),
- Vicente Blasco Ibañez (1867–1928),

Španski realizem ni prevzel strogih meril Balzacove šole v Franciji. Ibañez je vpeljal tudi naturalistične vplive, vendar njegova dela ne uvajajo znanosti, ne uporabljajo eksperimentalnosti kot je to pri francoskem pisatelju Zolaju. Tudi Ibañez je v svojih delih nastrojen proti konservativizmu in subverzivni državi.